# 代姆亞尼夫卡 (盧甘斯克州)
49°31′37″N 38°33′51″E / 49.52694°N 38.56417°E
代姆亞尼夫卡（烏克蘭語：Дем'янівка）是位於烏克蘭東部的村莊，由盧甘斯克州斯瓦托韋區的比洛库拉基内市镇負責管轄。該村始建於1700年，面積0.94平方公里，海拔高度160米，2001年人口398，人口密度每平方公里425.7人。